# Економіка в школах України
«Економіка в школах України» — український науково-методичний журнал для вчителів економіки. 

## Історія та зміст
Заснований у 2004 році в Харкові видавничою групою «Основа». Виходив щомісяця українською мовою. Тираж — 3 тисячі примірників. Видання закрито з 1 січня 2020 року.
Вміщував науково-методичні матеріали до шкільного курсу «Основи економіки» та профільних курсів «Основи підприємницької діяльності», «Власна справа», «Основи менеджменту», «Основи споживацьких знань», «Подорож у світ економіки». Висвітлював проведення Всеукраїнського турніру «Юний економіст» та 4-го етапу Всеукраїнської учнівської олімпіади з основ економіки. 
Рубрики: «Методичні орієнтири», «Конструктор уроку», «Творчий підхід», «Зарубіжний досвід», «Світ реальної економіки», «Лауреати Нобелівської премії», «Інтегровані уроки», «Мовою статистики», «Педагогічний досвід». Щоквартально виходив додатки «Педагогічна академія пані Софії» або «Класний керівник».
Серед авторів — Варецька О., Горбач Н., Губатюк І., Макарова Н., Олійник О., Решетняк О., Тимченко І., Чорна Т..
Головний редактор — Садкіна В. (з 2004  року).